# Кушокы
Кушокы (каз. Қушоқы) — посёлок в Бухар-Жырауском районе Карагандинской области Казахстана. Административный центр и единственный населённый пункт Кушокинской поселковой администрации. Находится примерно в 30 км к северо-западу от районного центра, посёлка Ботакара, от областного центра города Караганды — 60 км. Код КАТО — 354061100.

## История
Слово Қушоқы, что в переводе с казахского языка означает, қу — лысая, шоқы — сопка, лысая сопка. К северу-востоку от посёлка Кушокы в 3 км находится сопка высотой 100 м. Отметка — 689 м от уровня моря.
Существуют сказания, что в XVII—XVI в. в. в этих краях пас свой скот бай (богач), придя к сопке, его скот на половину истощал и вымер, и тогда бай прозвал это месту қу, что означает пустое.
Так как земля Кушокы богата углём, здесь в XIX веке начали разработку иностранные граждане. Основан в XIX веке при разработке угольного месторождения, так как по слухам работали здесь и иностранные граждане, то логично было бы предположить, что дата основания приходится на дореволюционный период.
Начало комплексного освоения — ориентировочно 1956 год.
Основной профиль — это добыча каменного угля и его транспортировка, аграрный сектор отсутствует.
Куу-Чекинское месторождение каменного угля, по литературным источникам, известно с 1880-тых годов. История разведок его сводится к перечню горнопромышленников, проводивших в мизерных объёмах разведочные работы с целью получения горных стволов, которые перепродавались по несколько раз.
Первая заявка на месторождение, вернее его части, была сделана горным инженером Груаманом в 1881 году, а разведка его начата была горнопромышленником Розенбауманом, который прошёл 4 шурфа, глубиной до 5 м.
Вскрытие угольных пластов или одного пласта, значительной мощности до 4 м привлекает на месторождение другого горнопромышленника Дерова, который в 1893 году проходит один шурф.
В связи с обследованием района, тяготеющего к «Великому Сибирскому пути», в 1894 году Западно-Сибирская горная партия, под руководством А. А. Краснопольского, проходит 11 шурфов, на которых 10 вскрыли уголь.
Углубка шурфов была прекращена из-за отсутствия водоотливных средств. Тем не менее, эти работы позволили А. А. Краснопольскому оконтурить угленосные отложения на площади 4,5 км² с одним угольным пластом, мощностью в 4,9 м.
Краснопольский довольно правильно определил характер геологического строения месторождения, о котором он пишет так: «Свита не сохраняет однообразного пологого падения, а представляет волнообразные искривления, обыкновенно пологие, но иногда пласты имеют весьма сильный уклон r 7 %».
Перспективность месторождения не дает покоя горнопромышленнику Дерову, и он снова в 1895 году организовывает разведку, принимая для этой цели самый экономический вид горных выработок — дудки.
Разведка на месторождении с 1895 года по 1914 год прекращается, но коммерческая возня продолжается, и горнопромышленник Деров три отвода перепродает в 1910 году Курдакову Б. Я.
На смену русским капиталистам приходят их зарубежные коллеги, и в 1914 году по поручению фирмы «Вогау» проводились производственно-геологические работы Киргизской партии под руководством геологов А. Е. Вознесенского и А. А. Сняткова.
Партия провела геологическую съёмку на полуинструментальной основе, в результате чего были составлены две карты: одна в масштабе 1:42000 и другая в масштабе 1:8400,500 и 100 сажен в дюйме.
Работа партии была прервана — а августе началась первая мировая война.
В результате проведенных геолого-разведочных работ с 1881 г. по 1914 г. на месторождении имелось три горных отвода и 8 заявочных площадей на общей площади около 20 кв. верст.
К этому времени жители окрестных посёлков — Батагоринского, Петровского, Семеновского, Джартаского, Астаховского — заложили два разноса, на которых добывали уголь в выветрелой зоне, до уровня грунтовых вод.
В 1921 году по заданию Геологического комитета, обследование месторождения производил геолог А. А. Гапеев, который подтвердил перспективность его, установил наличие одного мощного пласта угля и дал разрез этого пласта с качественной характеристикой по разносу.
Карагандинская геологоразведочная база Казгеолтреста в 1932 году направила на месторождение разведочную партию, которая в районе разведок А. А. Сняткова прошла разведочную канаву длиной 1330 м. Начатые работы в разгар полевого сезона были законсервированы, из-за сокращения кредитов.
В 1936 году по заданию Главуглегеологии, Каргеолобюро организовало партию по обследованию месторождения и сбору всего имеющегося по нему материала. Руководство этими работами было возложено на геолога Семенову З. П. За полевой сезон Семенова З. П. проделала большую работу: на глазомерной основе масштаба 1:42000 составлена была геологическая карта, стратиграфический разрез месторождения в масштабе 1:5000, нормальный разрез месторождения в масштабе 1:5000 и нанесены на карту все существующие горные выработки. Вообще эта трудная работа проведена с исключительной тщательностью.
Обобщение всего материала позволило З. П. Семеновой указать на наличие 10 пластов угля рабочей мощности и сделать попытку параллелизации угленосных отложении Куу-Чекинского месторождения, с аналогичными отложениями Карагандинского бассейна. На окунтуренной угленосной площади, около 12 км², Семенова З. П. произвела подсчёт запасов по нормам ХУМ Международного Геологического Конгресса.
З. П. Семеновой одни и те же пласты, собранные в складки, были приняты за разные пласты, что увеличило в два раза количество пластов. Но эта ошибка вполне естественна, если принять во внимание старые, оплывшие, мелкие горные выработки, на основании которых была составлена карта выходов пластов.
Проведенная геологом Семеновой З. П. работа получила хорошую оценку в рецензии профессора Гапеева А. А., который настоятельно рекомендовал в 1937 году продолжать разведку месторождения.
Но Куу-Чекинскому месторождению пришлось ожидать своей очереди. Бурное развитие Карагандинского бассейна, с его миллиардными запасами каменных углей, оставило в тени ближайшего оборота. Текущий момент требовал коксующихся малозольных углей. Это могла дать только Караганда.
После окончания Великой Отечественной войны горнодобывающая промышленность СССР неравномерно оснащалась передовой техникой, трудоемкие работы механизировались. Благодаря этому начали эксплуатировать месторождения, ранее считавшиеся нерентабельными. Механизация горных работ позволила развить принципиально новый способ эксплуатации угольных месторождении, способом открытых работ, получивший в СССР небывалый размах.
Высокая угленасыщенность Куу-Чекинского месторождения выдвигает его в порядок дня, как объектом для организации выемки угля открытым способом.
Детальная разведка Куу-Чекинского месторождения или возможного объекта для организации выемки угля открытым способом произведена по инициативе и прямому указанию бывшего начальника Главуглеразведки Цукурова М. М., во время посещения им Карагандинского бассейна в 1945 году. Он настоятельно придавал серьёзное значение этому объекту, что форсирование разведки его было произведено за счёт сокращения разведок на некоторых участках Карагандинского бассейна. После этого на месторождении геологоразведочные работы получили небывалый до того размах.
Решением Карагандинского облисполкома от 8 августа 1967 года населённый пункт Кушокы Майузекского сельсовета Тельманского района отнесён к категории городских посёлков, Майузекский сельсовет преобразован в Кушокинский поссовет, в административное обслуживание которого передан населённый пункт Майузек. Указом президиума Верховного совета КазССР от 10 марта 1972 года посёлок Кушокы передан в состав Молодёжного района. Решением Карагандинского облисполкома от 10 мая 1978 года в связи с организацией на территории Трудового и Туздинского сельсоветов Молодёжного района совхоза имени XXV партсъезда населённые пункты Откормочное Трудового сельсовета и Сенокосное Туздинского сельсовета переданы в административное подчинение Кушокинскому поссовету. Решением Карагандинского облисполкома от 23 мая 1990 года посёлок Кушокы передан в состав Тельманского района, упразднённого указом президента Казахстана № 3528 от 23 мая 1997 года. Постановлением правительства Казахстана № 865 от 23 мая 1997 года территория Тельманского района включена в состав Бухар-Жырауского района.

## Население
В 1999 году население посёлка составляло 4284 человека (2030 мужчин и 2254 женщины). По данным переписи 2009 года в посёлке проживало 4308 человек (2109 мужчин и 2199 женщин).

## Достопримечательности
Возле села расположен Мавзолей Алтыбая.

## Климат
Климат района резко континентальный. В годовом ходе амплитуда колебания температуры достигает 82 °C.
Среднегодовое количество выпадающих осадков за 15 лет составляет.
Сухость воздуха и частые ветры вызывают величину испарения, превышающую количество выпадающих осадков. Климат района характеризуется продолжительностью летнего и зимнего периодов и кратковременность весеннего и осеннего; летний и зимний период продолжаются по 5 месяцев, а осенний и весенний только по одному месяцу.
Частые ветры повышают испарение. В летнее время преобладают ветры западных румбов, а в зимнее — северо-восточных. Выпадение осадков связано, как в летний, так и в зимний периоды, с ветрами юго-западного направления.
Средняя скорость ветров равна 4,8 м/с; максимальная скорость наблюдается в зимнее время для ветров юго-западных румбов.
Глубина сезонного промерзания почвы равна 1,8 — 2,5 м, но в отдельные суровые зимы, на площадях не покрытых снегом, почва промерзает до 3,85 м. В 1937 году на площадке Астаховского цементного завода изучение промерзания почвы, посредством закапывания бутылок с водой и специально вырытый для этой цели шурф, показало, что промерзание её достигает 3,85 м.
Снегопад, в описываемом районе, происходит с 26. Х — по 15. ХІ. Полный снегопад заканчивается между 5 и 12 апреля. Снежный покров за зиму накапливается до 0,12 — 0,22 м. Как правило, с положительных форм рельефа снег сдувается в пониженные места, покрытые кустарником и травой, где в отдельных местах (оврагах, балках) толщина снега достигает нескольких метров, что крайне затрудняет передвижение автотранспорта зимой.